# 디 디 브리지워터
디 디 브리지워터(Dee Dee Bridgewater, 1950년 5월 27일~)는 미국의 재즈 가수이다. 그녀는 싱어송라이터로서 그래미상을 두 번 받았으며 연극 배우로서 토니상을 받았다. 2015년에 버클리 음악 대학에서 명예 박사 학위를 수여받았다. 그녀는 국제 연합 식량 농업 기구의 특사이기도 하다.

## 생애
그녀는 테네시주 멤피스에 태어나 미시간주 플린트에서 자랐다. 그녀는 18세에 미시간 주립 대학교에서 공부하였고 그 뒤 일리노이 대학교 어바나-샴페인으로 갔다. 재즈 밴드와 더불어 그녀는 1969년에 소련을 관광하였다. 이듬해에 그녀는 트럼펫 연주자 세실 브릿지워터(Cecil Bridgewater)를 만나 결혼하였고 세실이 호레이스 실버 밴드에서 연주하였던 뉴욕시로 이사하였다.